# Program przejściowy
Program przejściowy – teoretyczna praca Lwa Trockiego z 1938, stanowiąca jeden z podstawowych dokumentów światowego ruchu trockistowskiego. Jej pełny tytuł brzmiał Śmiertelna agonia kapitalizmu i zadania Czwartej Międzynarodówki. 
Wyjściowym założeniem dokumentu było przekonanie, iż robotnicy, zdezorientowani kryzysem partii socjaldemokratycznych i stalinizmem nie są w stanie dokonać rewolucji socjalistycznej. Jedyną możliwością podniesienia ich świadomości klasowej i tym samym zachętą do nowej rewolucji miało być wdrożenie przez trockistów (jako kontynuatorów myśli marksistowskiej) szeregu "postulatów przejściowych", przede wszystkim natury ekonomicznej.